# ميد بارك
ميد بارك (بالإنجليزية: Med Park)‏ مواليد 11 أبريل 1933 في برايتون - الوفاة 23 يوليو 1998، كان لاعب كرة سلة أمريكي. بدأ مسيرته الاحترافية في سنة 1955. بلغ طوله 6 قدم 2 بوصة (1.9 م). اعتزل اللعب في 1960. لعب مع أتلانتا هوكس وسكرامنتو كينغز.

## روابط خارجية
- ميد بارك على موقع إن بي أي (الإنجليزية)
- ميد بارك على موقع سبورتس رفرنس (الإنجليزية)
- ميد بارك على موقع كلية كرة السلة في سبورتس رفرنس.كوم (الإنجليزية)
- ميد بارك على موقع ريلجم (الإنجليزية)
- ميد بارك على موقع بروبوليرز (الإنجليزية)